# Workcenter of Jerzy Grotowski and Thomas Richards
Workcenter of Jerzy Grotowski and Thomas Richards – ośrodek pracy praktycznej w Pontederze, Włochy, założony w 1986 roku przez Jerzego Grotowskiego jako Workcenter of Jerzy Grotowski (Centro di Lavoro di Jerzy Grotowski) powstały dzięki pomocy i z inicjatywy Centro per la Sperimantazione e la Ricerca Teatrale w Pontederze prowadzonego przez Roberta Bacciego. Jesienią 1996 roku przekształcony w Workcenter of Jerzy Grotowski and Thomas Richards. Po śmierci Grotowskiego, od 1999 roku, kierowany przez Thomasa Richardsa i Maria Biaginiego. W 2007 roku drogi artystyczne Biaginiego i Richardsa rozeszły się pomimo formalnego funkcjonowania w ramach jednego ośrodka. Pod koniec jego funkcjonowania Biagini opuścił Workcenter. W styczniu 2022 roku ośrodek został zamknięty przez Thomasa Richardsa.

## Początki
Grotowski podczas pobytu we Włoszech w 1984 roku rozpoczął rozmowy o założeniu ośrodka pracy. Latem 1985 roku odbyła się dwumiesięczna sesja praktyczna, która zainaugurowała działalność Workcenter. W 1986 roku Grotowski przeprowadził się do Włoch ze Stanów Zjednoczonych. Otrzymał małe mieszkanie i budynek do pracy w Vallicelle, osadzie nieopodal Pontedery. Przyjechali z nim i współpracowali: Pablo Jimenez (do 1989), James Slowiak (do 1988) i Thomas Richards, który stał się najważniejszym współpracownikiem Grotowskiego. W ramach długoterminowego programu praktycznego z udziałem młodych ludzi z całego świata do Workcenter dołączył Mario Biagini. Zamknięte początkowo prace Workcenter stopniowo były udostępniane osobom z zewnątrz, w pierwszej kolejności profesjonalistom. Od 1988 roku odbywały się wymiany prac z zaproszonymi zespołami teatralnymi, którym prezentowano akcje oraz idee i zasady praktyki zespołu Grotowskiego. Najbardziej znane to sesje ze Szkołą Sztuki Dramatycznej w Moskwie założoną i kierowaną przez Anatolija Wasiljewa (1989, 1990).

## Akcja
Akcja to określenie odmiany przedstawień stworzonej i rozwijanej przez Jerzego Grotowskiego. Etapy pracy wg klasyfikacji Thomasa Richardsa:
- 1986–1988 prace przygotowawcze, których koniec wyznaczają pierwsze prezentacje Akcji dla osób zaproszonych z zewnątrz[4]. Pierwsza była Main Action w 1986 w Irvine w ramach projektu Dramat Obiektywny.
- 1988–1992 prace zaawansowane, związane z doprecyzowywaniem i rozwojem Downstairs Action. W pierwszych dwóch okresach działały równolegle dwie grupy. Pierwsza z Thomasem Richardsem i Mariem Biaginim pracowała pod opieką Grotowskiego w sali na dole nad Downstairs Action. Druga, pracująca na piętrze i kierowana do września 1987 przez Jamesa Slowiaka, a następnie przez Maud Robart, stworzyła dwie wersje Upstairs Action (grupa rozwiązana w 1993)
- 1992–1994 etap przejściowy, związany z pracą nad nową wersją opusu
- 1994–1999 etap końcowy, który wiązał się z pracą nad nową strukturą Akcji
- od 1996 otwieranie prac Workcenter, m.in. prezentacje poza siedzibą

## Workcenter kierowane przez Richardsa i Biaginiego
W ośrodku pracowały zespoły: Focused Research Team in Art as Vehicle i Studio in Residence prowadzone przez Thomasa Richardsa oraz Open Program pod kierunkiem Maria Biaginiego, zaangażowanego raczej w poszukiwania na pograniczu sztuki jako wehikułu i teatru. Biagini pracował z pieśniami tradycji z diaspory afrykańskiej z obu Ameryk. Oprócz tych różnorodnych form działalności Workcenter prowadził prace pedagogiczne i warsztatowe, zarówno w siedzibie, jak i w czasie rezydencji w ośrodkach na całym świecie.

### Działania performatywne/akcje
- Downstairs Action (1986–1992, stanowiła rozwinięcie Main Action) – twórca i główny „działający” Thomas Richards, w zespole Mario Biagini
- Akcja (od 1994) – twórca i główny „działający” Thomas Richards, w zespole Mario Biagini
- The Bridge – Developing Theatre Arts (1999–2005) – twórca Biagini
- Zostało jedno tchnienie (1998–2002) – współreżyseria Thomas Richards i Mario Biagini
- List (2003–2006) – twórca i główny „działający” Thomas Richards
- Dies irae (2004–2006) – współreżyseria Thomas Richards i Mario Biagini
- The Living Room, L’heure fugitive (pierwsza praca Workcenter realizowana w całości w języku francuskim), Podziemie. Odpowiedź Dostojewskiemu – twórca Thomas Richards[6]
- I Am America, Electric Party, Electric Party Songs, Not History’s Bones – a Poetical Concert, Open Choir, Tajemne słowa – twórca Mario Biagini[3]

## Workcenter we Wrocławiu
Akcja prezentowana była w Polsce wiosną 1997, a po śmierci Grotowskiego latem 2004 roku. Workcenter we współpracy z Instytutem im. Jerzego Grotowskiego zrealizowało we Wrocławiu serie prezentacji prac oraz warsztatów Tracing Roads Across (2003–2006) oraz projekt Horizons (2007–2009), którego finałem był Zero Budget Festiwal. Ośrodek gościł ostatni raz we Wrocławiu w 2016 roku w ramach rezydencji artystycznej. Odbyły się wtedy prezentacje opusu The Living Room oraz spotkanie z Thomasem Richardsem. Richards razem z Biaginim należą do zespołu redakcyjnego polskiego wydania Tekstów zebranych Jerzego Grotowskiego (2012), wydanych przez Instytut, Wydawnictwo Krytyki Politycznej i Instytut Teatralny.

## Filmografia
Opus Downstairs Action, zrealizowany w domenie Sztuki jako wehikułu, został zarejestrowany na taśmie filmowej przez Mercedes Gregory w 1989 roku. Action in Aya Irini w reżyserii Jacques′a Vettera powstał we Francji w 2004 (czas trwania: 60 min). O Workcenter powstaje film dokumentalny w reżyserii Anieli Gabryel.